# Mary Jo Tiampo
Mary Jo Tiampo, née en 1962, est une championne de ski acrobatique américaine spécialiste du ski de bosses. Elle a remporté deux fois le classement de Coupe du monde de la spécialité.

## Biographie
Mary Jo Tiampo naît en 1962 et grandit à Boulder dans le Colorado.
Adolescente, elle intègre l'équipe B de ski acrobatique, aux côtés notamment de John Witt (pl) et Hayley Wolff (en), où elle évolue jusqu'en 1980,.
Puis en 1981, elle débute à dix-huit ans sur les pistes de la jeune Coupe du monde de ski acrobatique de la FIS, deuxième édition d'un circuit mondial amateur aux ambitions olympiques. Elle participe alors aux trois disciplines : saut acrobatique, ski de bosses et ballet (et de fait au combiné, qui est la combinaison des résultats obtenus lors de ces trois épreuves),. Elle obtient au début des résultats assez homogènes, aux alentours de la dixième place dans chaque discipline, puis frôle le podium en ski de bosse en fin de saison : elle se classe quatrième de l'épreuve canadienne de Mt Norquay (en) derrière Renée Lee Smith, Hilary Engisch et Stephanie Sloan,. À l'issue de cette première saison, elle est classée onzième du classement des bosses, et dix-neuvième du classement général.
En 1982, elle renonce au saut acrobatique (et donc au ballet) et ne participe plus qu'aux épreuves de ski de bosse et de ballet. Le 26 février 1982 à Sella Nevea, elle monte sur son premier podium de Coupe du monde, et sur la plus haute des marches, en s'imposant en bosses devant deux Canadiennes : Marie-Claude Asselin, double championne en titre, et Lucie Barma (en),. Trois semaines plus tard, toujours en Italie mais à Livigno cette fois, elle est deuxième derrière sa compatriote Hilary Engisch. Hilary Engisch qui remporte (largement) le globe de la spécialité cette année-là, alors que Tiampo se classe quatrième à seulement un point de la troisième, la Canadienne Lisa Downing, et quinzième du classement général.
Confirmée au sein de l'équipe américaine (la US Freestyle Ski Team),, à partir de 1983 elle se concentre sur les épreuves de ski de bosses, six cette saison-là, avec succès : elle obtient cinq podiums dont deux victoires (pour deux deuxièmes et une troisième places), avec une sixième place comme pire résultat. Elle finit la saison avec quarante-six points, le même total que sa compatriote Haylay Wolff. Mais cette dernière compte trois victoires et remporte le classement sur ce critère. Tiampo entre pour la première fois dans le top dix du classement général de la coupe du monde, dominé par Marie-Clause Asselin, en terminant dixième.
La saison 1984 est plus dense avec neuf épreuves de ski de bosses au total, et ce ne sont ni Tiampo ni Wolff qui s'imposent, mais une troisième Américaine et patronne de la discipline de 1980 à 1982 : Hilary Engisch. Avec quatre podiums (une victoire à Göstling an der Ybbs, deux deuxièmes et une troisième places) et trois quatrièmes places, Mary Jo Tiampo se classe quatrième du classement de la spécialité, et quinzième du général (comme en 1982),.
Pour la première saison se déroulant sur deux années civiles, 1984-1985, dix épreuves de ski de bosses sont programmées. Après une troisième place lors de l'étape inaugurale à Tignes, Mary Jo Tiampo est plus en difficulté lors de la tournée européenne, avec un seul podium en trois courses (deuxième à Lake Placid). Mais ensuite, la tournée européenne est un véritable succès avec quatre victoires en six courses, plus une troisième et une quatrième place,. Cette excellente deuxième partie de saison lui permet de remporter pour la première fois le classement de la spécialité, avec six points d'avance sur Haylay Wolff et la française Catherine Frarier. Ce petit globe s'accompagne d'une septième place au classement général dominé par la Suisse Conny Kissling.
La saison 1985-1986 est particulière pour le monde du ski acrobatique. Si le sport n'est pas encore olympique, il faudra attendre Calgary en 1988 pour qu'il soit sport de démonstration puis Albertville en 1982 pour voir les premières épreuves officielles, 1986 voit la création des premiers Championnats du monde de ski acrobatique. C'est la station française de Tignes, habituelle étape de Coupe du monde, qui accueille cette première édition. L'objectif est donc double pour Mary Jo Tiampo : défendre son titre en coupe du monde, et devenir la première championne du monde de l'histoire du ski de bosses. La coupe du monde ne comprend que six épreuves, elle en remporte trois (plus une troisième place) et conserve son titre, avec le même nombre de points (quarante-six) que Catherine Frarier mais une victoire en plus (la même règle qu'en 1983, mais à son avantage cette fois),. Au classement général, elle est cette fois sixième, son meilleur résultat. Aux mondiaux de Tignes, le 2 février 1986, elle s'impose devant Haylay Wolf et l'Italienne Silvia Marciandi (it),.
Après ces titres et six ans passés sur le circuit mondial, Mary Jo Tiampo quitte le monde amateur malgré la perspective des Jeux Olympiques dans deux ans. Après deux ans de pause, elle part skier sur le circuit professionnel. Il était norme jusqu'à la fin des années 1970, avant la prise en main de la coupe du monde par la FIS, et revient en grâce à la fin de la décennie suivante parce que plus rémunérateur. Dès sa première saison, elle y domine le ski de bosses féminin.

### Vie personnelle
En juin 1986, Mary Jo Tiampo se marie à Henrik Oskarsson (de), un skieur acrobatique suédois lui aussi spécialiste du ski de bosses, et devient officiellement Mary Jo Tiampo-Oskarsson. Ensemble, ils ont trois fils.

## Palmarès

### Coupe du monde
- Meilleur classement général : 7e en 1986[7]
- 2 petits globes de cristal :
  - Vainqueur du classement de ski de bosses en 1985 et 1986[7]
- 22 podiums dont 11 victoires[27].

#### Différents classements en coupe du monde
| Année/Classement | Général | Général | Bosses | Bosses | Combiné | Combiné |
| ---------------- | ------- | ------- | ------ | ------ | ------- | ------- |
| Année/Classement | Class.  | Points  | Class. | Points | Class.  | Points  |
| 1981             | 19e     | 9.00    | 11e    | 7.00   | 9e      | 2.00    |
| 1982             | 15e     | 30.00   | 4e     | 30.00  | -       | -       |
| 1983             | 9e      | 12.00   | 2e     | 46.00  | -       | -       |
| 1984             | 15e     | 10.00   | 10e    | 62.00  | -       | -       |
| 1984-1985        | 8e      | 11.00   | 1re    | 79.00  | -       | -       |
| 1985-1986        | 7e      | 12.00   | 1re    | 46.00  | -       | -       |

#### Podiums
En six saisons, Mary Jo Tiampo est montée vingt-deux fois sur un podium de coupe du monde, à chaque fois en ski de bosses, et onze fois sur la plus haute marche, :
| Date             | Lieu         | Place | Discipline |
| ---------------- | ------------ | ----- | ---------- |
| 1982             |              |       |            |
| 26 février 1982  | Sella Nevea  | 1re   | Bosses     |
| 14 mars 1982     | Livigno      | 2e    | Bosses     |
| 1983             |              |       |            |
| 4 janvier 1983   | Mariazell    | 1re   | Bosses     |
| 19 janvier 1983  | Tignes       | 2e    | Bosses     |
| 5 février 1983   | Livigno      | 2e    | Bosses     |
| 16 mars 1983     | Angel Fire   | 3e    | Bosses     |
| 18 mars 1983     | Angel Fire   | 1re   | Bosses     |
| 1984             |              |       |            |
| 13 janvier 1984  | Stoneham     | 2e    | Bosses     |
| 20 janvier 1984  | Breckenridge | 2e    | Bosses     |
| 27 février 1984  | Göstling     | 1re   | Bosses     |
| 28 mars 1984     | Tignes       | 3e    | Bosses     |
| 1984-1985        |              |       |            |
| 12 décembre 1984 | Tignes       | 3e    | Bosses     |
| 18 janvier 1985  | Lake Placid  | 2e    | Bosses     |
| 3 février 1985   | Pra-Loup     | 1re   | Bosses     |
| 2 mars 1985      | Oberjoch     | 1re   | Bosses     |
| 7 mars 1985      | Mariazell    | 1re   | Bosses     |
| 12 mars 1985     | Pila         | 3e    | Bosses     |
| 24 mars 1985     | Sälen        | 1re   | Bosses     |
| 1985-1986        |              |       |            |
| 12 décembre 1985 | Tignes       | 3e    | Bosses     |
| 11 janvier 1986  | Mont Gabriel | 1re   | Bosses     |
| 1er mars 1986    | Oberjoch     | 1re   | Bosses     |
| 7 mars 1986      | Voss         | 1re   | Bosses     |

### Championnats du monde
Mary Jo Tiampo n'a participé qu'à une seule édition des Championnats du monde de ski acrobatique, la première à Tignes en 1986, et elle y a été titrée en ski de bosses,.
| Épreuve / Édition | Tignes 1986 |
| Bosses            | Or          |